# Васина, Надежда Андреевна
Ва́сина Наде́жда Андре́евна (род. 11 июля 1989, Киев) — украинская гимнастка (художественная гимнастика), член национальной сборной Украины по художественной гимнастике в 2002—2008 годах, мастер спорта международного класса, чемпионка всемирной Универсиады, обладатель президентской награды, артистка авторского шоу, сотрудничала с Cirque du Soleil.

## Биография
Родилась 11 июля 1989 года в Киеве.
Мать была в сборной страны по лёгкой атлетике, отец — один из основателей украинского радио-бизнеса. С юного возраста Надя занималась спортом, со школьных лет пошла на гимнастику.
После завершения спортивной карьеры переключилась на творческую деятельность, создавая собственные шоу.
Получила высшее образование в КНУКиИ.

## Спортивная карьера
- С трёх лет Надя занимается танцами, плаванием и фигурным катанием. С пяти лет начала серьезную спортивную подготовку. Именно 1994 год считает стартом спортивной карьеры.
- 1996 год — в возрасте семи лет пошла на художественную гимнастику.
- 1998 год — поездка в Индию со школой художественной гимнастки в рамках рекламной кампании автомобильной марки FIAT (Бомбей).
- 2000 год — переходит в школу к Нине Михайловне Витриченко.
- В 2002 году в 12 лет Надю взяли в национальную сборную команды Украины Дерюгины Альбина Николаевна и Ирина Ивановна.
- 2003 — получение звания мастера спорта Украины (13 лет).
- 2004 — получение звания мастера спорта международного класса (14 лет).
- До 2008 год Надя в качестве члена сборной выступала на соревнованиях.
- Выступала на чемпионатах Украины, международных соревнованиях, Гран-при, этапах Кубка Мира, чемпионате Европы, чемпионате Мира, Всемирной Гимназиаде, Всемирной Универсиаде.
- 2007 — вручение награды Президентом страны (Ющенко) — медалью «За труд и доблесть»[4]. Завершение спортивной карьеры.

## Творческая карьера
В 2008 году познакомилась с Анатолием Залевским (возглавляет театр «Ризома»), который помогал перейти от спорта к искусству. Началась работа над совместным проектом. Анатолий сыграл большую роль на первых шагах Надежды Васиной в искусстве.
С этого же года работает с Валерием Мельниковым (концертный директор, координатор проектов).
2008—2009 — сотрудничество с Cirque du Soleil.
2009 год — после смерти кумира Майкла Джексона Надя Васина создала трибьютный номер в честь Майкла с одноимённым названием одной из его песен 1973 года «Who’s loving you».
2010 год:
- Съёмки в Останкино в российском проекте «Минута славы». (Москва)
- Ноябрь 2010 — начало февраля 2011 года поехала на гастроли в Германию (Бремен).[7][8]
- В этом же году Васина подписывает контракт с продюсером Олегом Германом. Параллельно с гастролями в Германии начинается работа над созданием реквизитов для новой шоу-программы Надежды Васиной.
- Работа над созданием авторского шоу «Passion Show» (Виктор Войтко — режиссёр). Всё шоу состоит из 3 номеров — иллюзионных трюков в сочетании с гимнастикой и актерским мастерством. Стоимость проекта, по словам продюсера, вылилась в солидную сумму — 100 000 USD. Васина целый год потратила над придумыванием сюжета своей программы, выделив три основные идеи — страсть, деньги, огонь. К разработке «Passion Show» были привлечены около 30 человек.
- Вместе с постановками Надежда Васина выступает на телевидении анонсируя презентацию своего авторского шоу[9]
- 26 октября 2011 года прошла презентация шоу Надежды Васиной — «Страсть Шоу»[10] «Passion Show»[11][12][13][14][15][16][17][18]. В концертном зале Freedom. На мероприятии присутствовало большое количество топ-артистов Украины, телевидение и СМИ.
- отсняты клипы на отдельные номера шоу и ТВ-версия всего шоу.

2012 год:

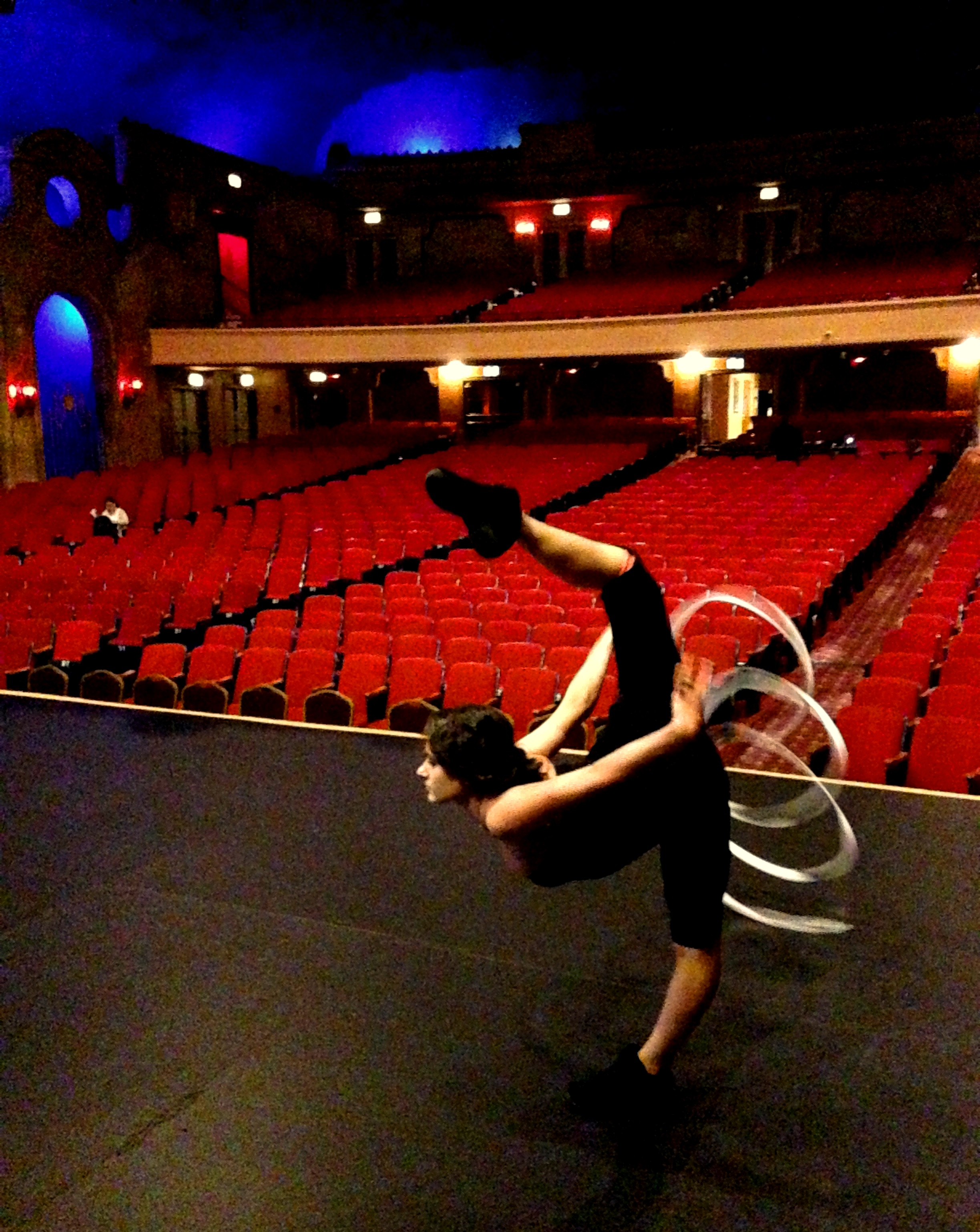

- Васина начинает работу над первым украинским бурлеск-шоу «Интимная комната Надежды Васиной Архивная копия от 17 марта 2016 на Wayback Machine». На презентацию 19 августа 2012 шоу в «Olmeca пляж» собралось более 1000 зрителей и 50 представителей СМИ.
- В этом же году глянцевый журнал «The most beautiful woman of Ukraine. National property» назвал Васину самой красивой женщиной Украины.[19]
- Выступление в самом большом в Европе телевизионном кабаре Le Plus Grand Cabaret Du Monde with Patric Sebastian (трансляция по France 2[20])

2013 год:
- Выступление в Париже[21] с трансляцией по французскому телевидению.
- Васина переезжает в Чикаго (США) для помощи в подготовке гимнасток для сборной Америки. Параллельно выступает с авторскими шоу-номерами и активно сотрудничает с украинской диаспорой.
- Появляется на обложке декабрьского номера глянцевого журнала Russian Chicago[22].
- Была приглашена как фотомодель в рамках рекламной кампании в отеле Bellagio в Лас Вегас

2014 год:
- март — ноябрь — Васина становится солисткой нового шоу в Америке «Sable theatre». Это большое конное шоу. Смелый эксперимент объединивший искусство джигитовки и гимнастически-танцевальные способности Нади..
- ноябрь — февраль 2015 — Надежда презентует в обновлённом виде свой авторский номер «Rose» в шоу «Illusio» (Санкт-Петербург)

2015 год:

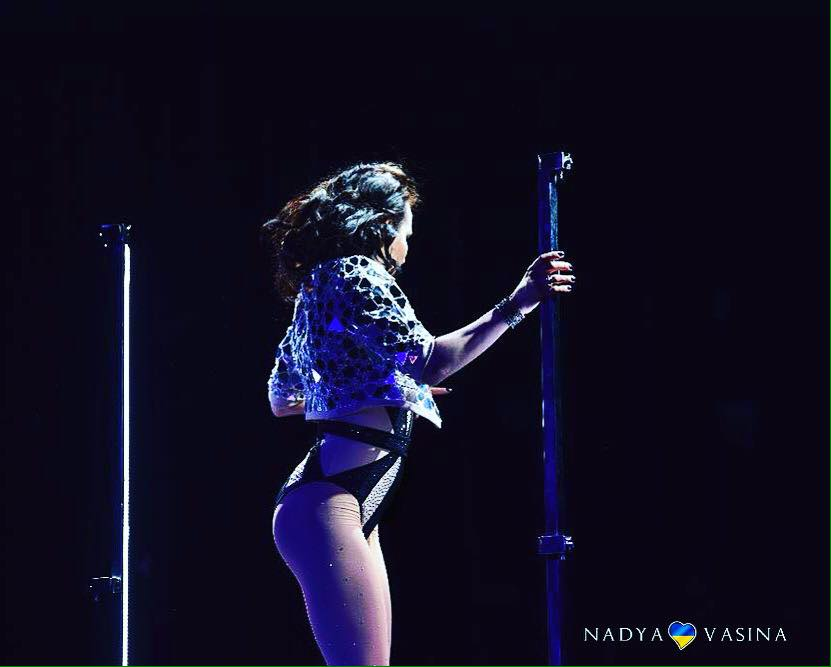

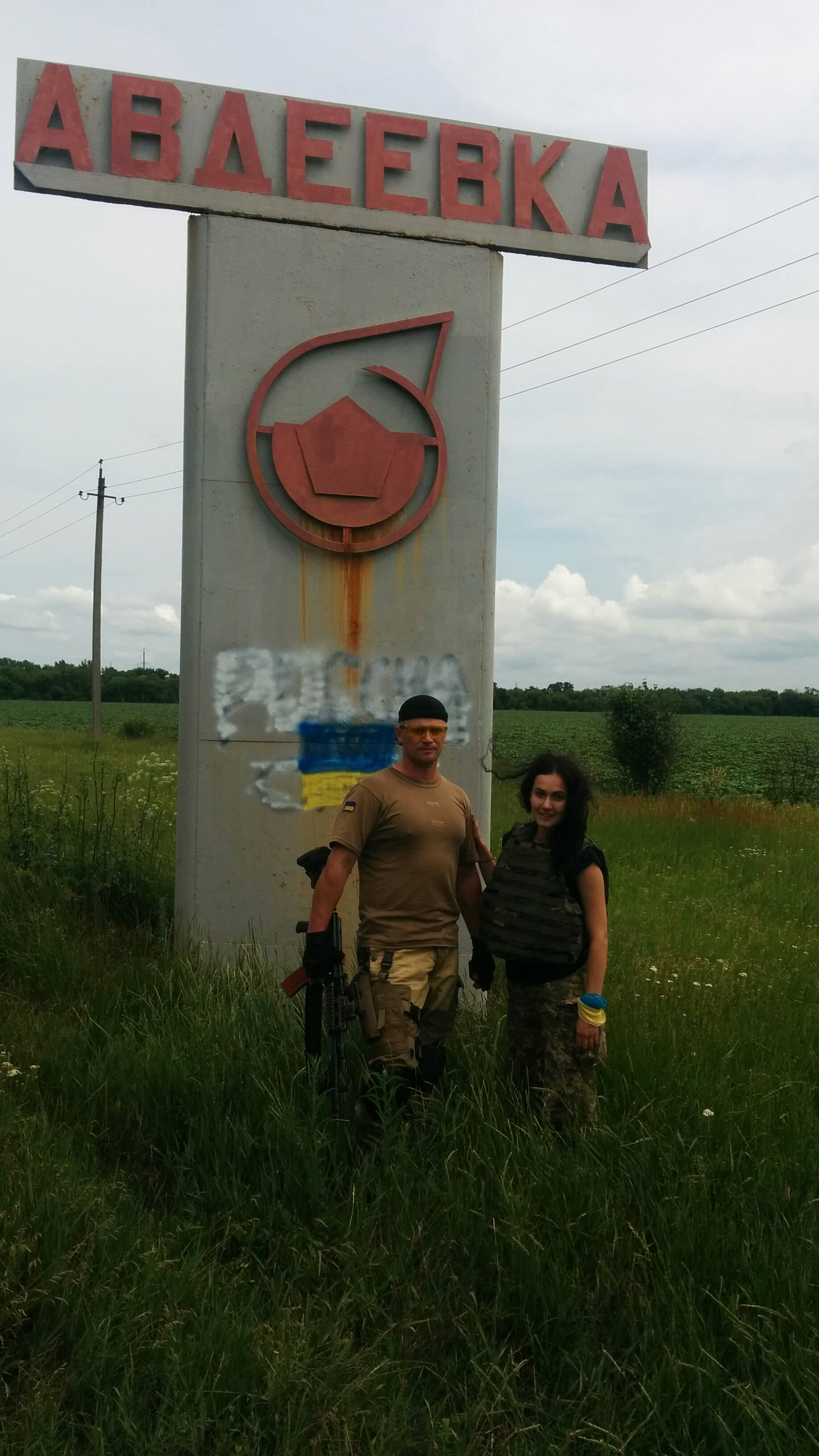
Волонтерская поездка в Авдеевку, июль 2015 г.

- февраль — июль — Васина продолжила своё участие в «Sable Theatre» в США, принимая участие в рекламной кампании шоу.[23]
- август — вновь была внесена в рейтинг «Самые красивые женщины Украины»[24]

2016 год:
- В апреле в Лас-Вегасе представила новый авторский танцевально-гимнастический номер «Show-room».
- В августе снялась в самой популярной ТВ программе Китая «Chinesse Bridge Архивная копия от 8 ноября 2016 на Wayback Machine» со специально созданным номером. Трансляция шоу-программы собрало рекордное количество ТВ зрителей −1.5 миллиарда. Территория трансляции: Китай, Япония, Австралия, США)

2017 год:
- В начале года Васина решила создать 1-е диннер-шоу на Украине и начала работать над сценарием. 13 июня совместно с «Квартал концерт» и Фридом Ивент Хол сделали мини приезентацию диннер шоу «Отель Фридом», где Надя выступила создателем и соло артисткой.

## Общественная деятельность
В 2013 году Надежда Васина стала одной из участниц Евромайдана в Киеве. Является активным социальным деятелем и волонтёром украинской армии. Васина посещает фронтовые войсковые подразделения, лично приобретая для бойцов необходимые вещи и устраивая им небольшие выступления для поддержки морального духа.
В 2014 году американский музыкальный продюсер Марк Карман и певец Джейсон Крабб посвятили песню Украине и Надежде Васиной, с которой познакомились во время её гастролей в США.
2015 — Надежда выступает в зоне АТО перед военными и мирным населением Украины.
2016 — начала больше концентрироваться на помощи жителям, в особенности детям, живущим в непосредственной близости к линии разграничения, постоянно привозя игрушки, лекарства и одежду.
2022 — с 24 февраля активно занимается волонтерской деятельностью в Киеве. Надежда приобретает все необходимое для украинских военных: вещи, технику, еду, медикаменты, средства для передвижения и многое другое. Также помогает мирному населению. Выступает на концертах, организованных для поддержки боевого духа украинцев. В социальных сетях активно освещает все события, которые происходят в Киеве.